# Патруль

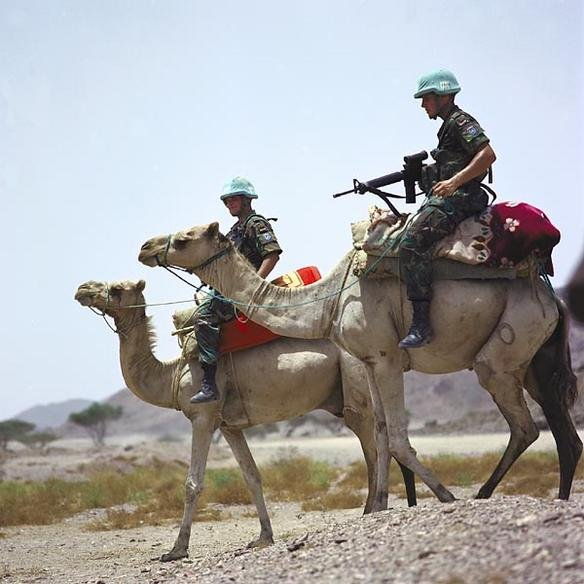
Патруль військ ООН в Еритреї

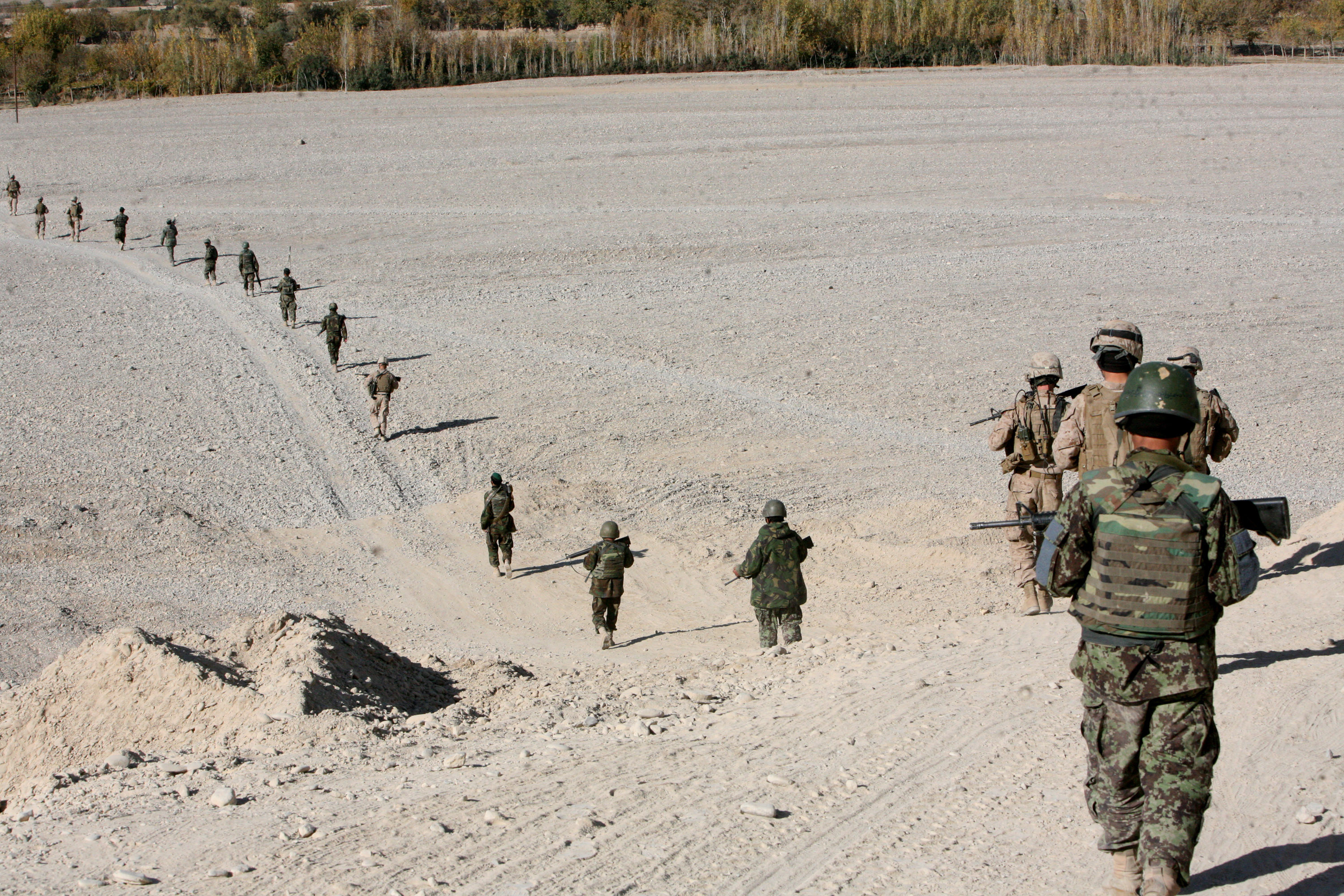
Солдати морської піхоти США разом з військовиками афганських збройних сил на патрулюванні. Муса Кала, провінція Гільменд. Афганістан. 30 листопада 2010

Патруль (фр. patrouille) — рухливий (піший, верховий або моторизований) невеликий озброєний загін, призначений для огляду місцевості, підтримання порядку або перевірки несення охоронних обов'язків. Його історичний український відповідник — роз'їзд, який насамперед означає кінний козацький патруль.
Патруль – спільний рухомий наряд, до складу якого входять поліцейські Національної поліції та військовослужбовці Збройних Сил і можуть залучатися військовослужбовці Національної гвардії та Держприкордонслужби, що виконує покладені на нього обов’язки на маршруті патрулювання, визначеному комендантом на території, де запроваджено комендантську годину.
Патрулювання можуть здійснювати збройні сили, внутрішні війська, поліція, служби безпеки тощо. Патрульні пересуваються пішки, верхи, на автомобілях, на бронетехніці, літаках, вертольотах і кораблях.
Патрулями також називають цивільні групи, що здійснюють спостереження за якими-небудь об'єктами або територіями в цілях контролю, перевірки чи охорони їх.